# موزخوار آبی بزرگ
موزخوار آبی بزرگ (نام علمی: Corythaeola cristata) نام یک گونه از تیره موزخوار است.